# Bromchlorfluoriodmethan
Bromchlorfluoriodmethan ist eine hypothetische chemische Verbindung aus der Gruppe der Halogenalkane. Es ist ein Derivat des Methans bei dem alle vier Wasserstoffatome durch je eines der stabilen Halogene ersetzt ist. Von ihr existieren zwei Enantiomere und sie wird oft als Beispiel für eine chirale Verbindung angeführt.
Die Verbindung konnte bisher noch nicht synthetisiert werden, da sie sehr instabil ist. Bisher konnte nur Bromchlorfluormethan synthetisiert werden.